# Tinos

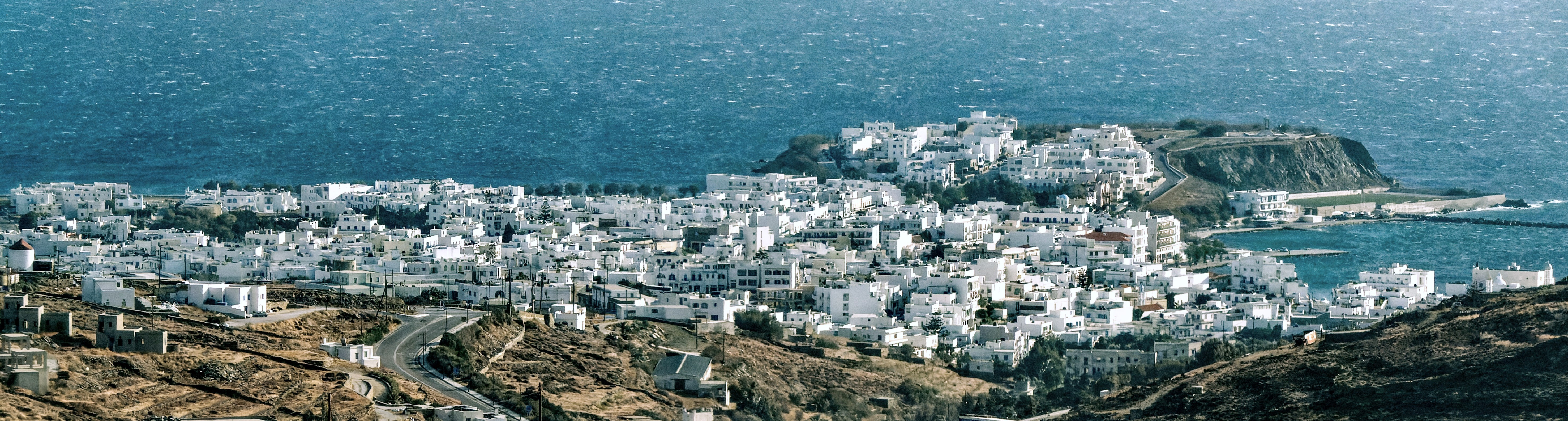
Blick auf Tinos-Stadt

Tinos (griechisch Τήνος (f. sg.)), auch Tenos (von altgriechisch Τῆνος Tēnos), ist eine griechische Insel südöstlich von Andros, die zur Inselgruppe der Kykladen gehört. Die Insel ist auf ihrer ganzen Länge von Bergen durchzogen, wovon der Tsiknias mit 727 m der höchste ist. Die Insel weist ca. 50 Dörfer auf und hat 8636 Einwohner (2011).
Zum 1. Januar 2011 wurden die drei seit 1997 bestehenden Gemeinden der Insel zur Gemeinde Tinos (Δήμος Τήνου Dímos Tínou) fusioniert. Tinos bildet gleichzeitig den Regionalbezirk Tinos (Περιφερειακή Ενότητα Τήνου Periferiakí Enótita Tínou) der Region Südliche Ägäis, der im Regionalrat mit einem Abgeordneten vertreten ist.

## Mythologie
In der griechischen Mythologie ist Tenos der Geburtsort des Windgottes Aiolos (Äolus).

## Geschichte
Stephanos von Byzanz (621,10) und Plinius (Naturalis historia 4,65) berichten, dass die Insel bei Aristoteles „Hydroessa“ und von anderen „Ophioussa“ genannt werde. Als Bundesgenossen der Athener kämpften die Tenier bei Plataiai gegen die Perser, das antike Tenos gehörte dem Ersten und Zweiten Attischen Seebund an.
1207 kam Tinos unter die Herrschaft der venezianischen Familie Ghisi; 1390 unter die Herrschaft der Republik Venedig. Der osmanische Admiral Chaireddin Barbarossa konnte es 1537 vorübergehend erobern. Aus dieser Zeit stammen auch die inseltypischen Taubentürme. Tinos war bis 1715 eine wichtige und gut ausgebaute venezianische Festung. Am 5. Juni 1715 landete eine osmanische Armee ohne Widerstand. Der Kommandant Bernado Balbi kapitulierte sofort nach der Aufforderung, dafür erhielt die Besatzung freien Abzug mit Waffen und Gepäck nach Morea oder Korfu. 200 Familien aus Tinos, die mit dem Venezianern zusammengearbeitet hatten, wurden in die Barbareskenstaaten verbannt. Balbi wurde später von einem Kriegsgericht zu lebenslanger Haft verurteilt, in der er auch starb. Die venezianische Festung wurde zerstört.
So kam Tinos 1715 von neuem unter osmanische Oberhoheit. Die osmanische Herrschaft hatte jedoch nur formalen Charakter, die Insel hatte viele Vorrechte in Wirtschaft und Handel.
Am 31. März 1821 war das Dorf Pyrgos auf Tinos der erste Ort der Kykladen, wo die griechische Flagge wehte. Tinos wurde Teil des neuen griechischen Staates.
Am 30. Januar 1823 wurde in Tinos-Stadt ein Marienbild ausgegraben, dessen Fundstelle einer Ordensfrau von der Jungfrau Maria genannt worden war. Die psychologische Wirkung dieses Fundes war ungemein stark. Der Kampf gegen die Türken wurde schließlich gewonnen, und der Ort gilt seitdem als "heilig". (s. u. Religion)
Tinos gilt als Wiege der neugriechischen Bildhauerei, Künstler des 19. Jahrhunderts wie Nikiphoros Lytras und Nikolaos Gysis wurden hier geboren. Ebenfalls aus Tinos waren die Gebrüder Malakrates, die 1835 Athens erste Marmorwerkstatt eröffneten. Einige kleine Museen zeigen die Geschichte der Bildhauerei auf der Insel und ihre Vertreter. Zahlreiche griechische Künstler leben auf Tinos oder haben dort einen temporären Wohnsitz.

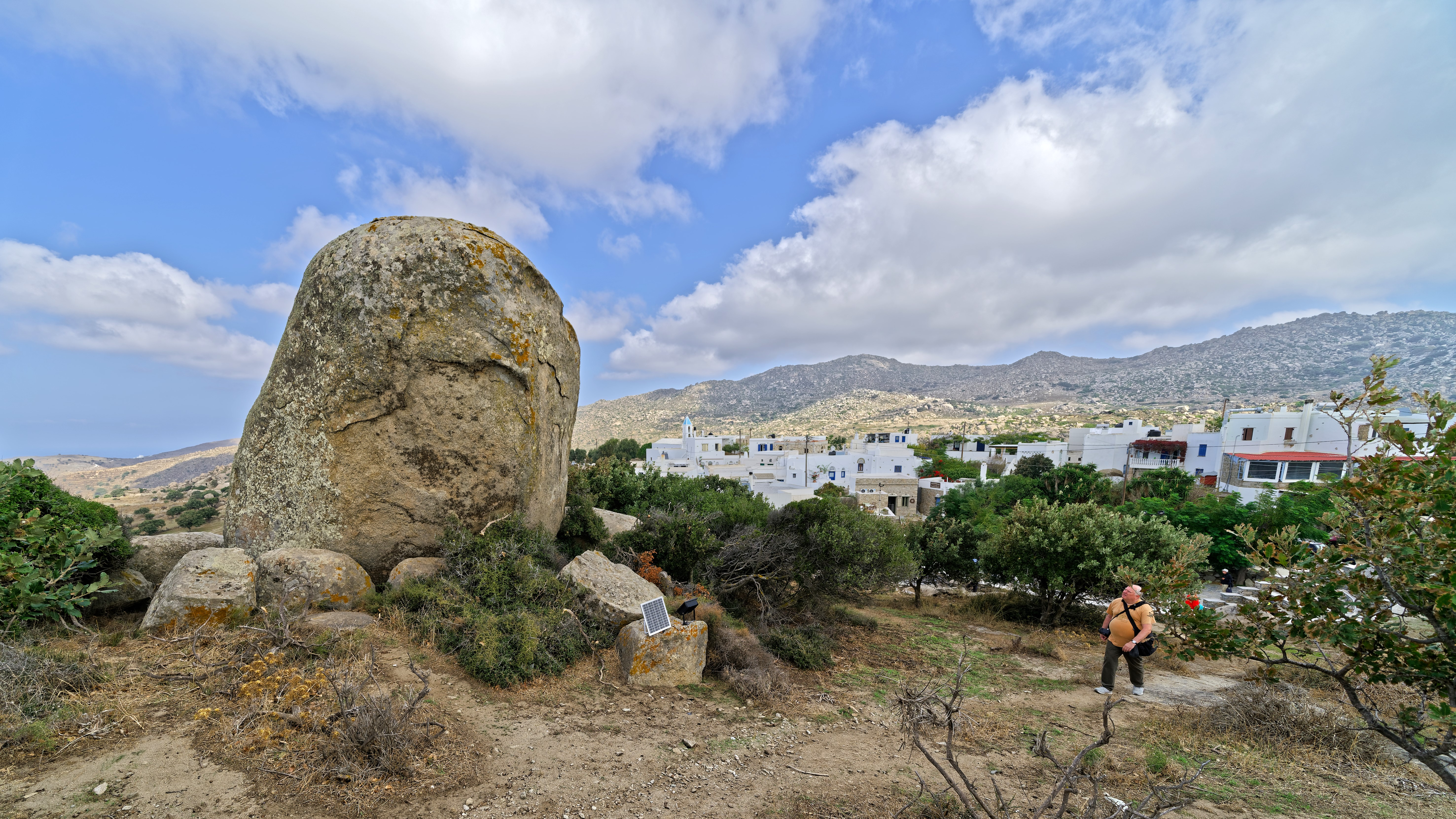
Das Dorf Volakas

## Verwaltungsgliederung
1912 wurden auf der Insel 13 kleine Gemeinden gebildet, die Insel war als Provinz Tinos Teil der Präfektur Kykladen. Mit der Umsetzung der Gemeindereform nach dem Kapodistrias-Programm wurden diese Landgemeinden zu den drei Gemeinden Tinos, Exobourgo und Panormos zusammengefasst und die Provinz abgeschafft. Zum 1. Januar 2011 führte das Kallikratis-Programm diese drei Gemeinden zur neu geschaffenen Gemeinde Tinos zusammen, Verwaltungssitz ist die Stadt Tinos. Die bisherigen Gemeinden bilden Gemeindebezirke, die 13 Gemeinden aus der Zeit bis 1997 bilden nunmehr den Stadtbezirk Tinos und zwölf Ortsgemeinschaften als Körperschaften der lokalen Selbstverwaltung.
| Gemeindebezirk | griechischer Name            | Code   | Fläche (km²) | Einwohner 2001 | Einwohner 2011 | Stadtbezirke / Ortsgemeinschaften (Δημοτική /Τοπική Κοινότητα)                       | Lage |
| -------------- | ---------------------------- | ------ | ------------ | -------------- | -------------- | ------------------------------------------------------------------------------------ | ---- |
|                |                              |        |              |                |                |                                                                                      |      |
| Tinos          | Δημοτική Ενότητα Τήνου       | 700101 | 023,187      | 5203           | 5744           | Tinos, Dyo Choria, Triandaros                                                        |      |
| Exomvourgo     | Δημοτική Ενότητα Εξωμβούργου | 700102 | 139,436      | 2692           | 2403           | Xinara, Kambos, Agapi, Kalloni, Kardiani, Ktikados, Komi, Steni, Ysternia, Falatados |      |
| Panormos       | Δημοτική Ενότητα Πανόρμου    | 700103 | 034,361      | 0679           | 0489           | Panormos                                                                             |      |
| Gesamt         | Gesamt                       | 7001   | 196,984      | 8574           | 8636           |                                                                                      |      |

## Religion

### Römisch-katholische Kirche
Ungefähr die Hälfte der Inselbewohner ist römisch-katholisch, die andere griechisch-orthodox. Das Zentrum der Katholiken ist Exobourgo, eine Felsenspitze im Innern der Insel. Xinara ist Sitz des Erzbistums Naxos, Andros, Tinos und Mykonos mit der Kathedrale Unsere Liebe Frau vom Rosenkranz. Der katholische Glaube wurde durch die Venezianer auf die Insel gebracht.

### Griechisch-orthodoxe Kirche
Die orthodoxe Kirche Unsere Liebe Frau von Tinos ist die wichtigste Marien-Wallfahrtsstätte Griechenlands und wird oft als „das griechische Lourdes“ bezeichnet. Im ganzen Jahr, vor allem am 25. März und zu Mariä Himmelfahrt am 15. August (in Griechenland gesetzlicher Feiertag) strömen mehrere zehntausend Pilger in die Wallfahrtsbasilika der Gottesmutter (Panagia Evangelistria), um das wundertätige Marienbild zu verehren.

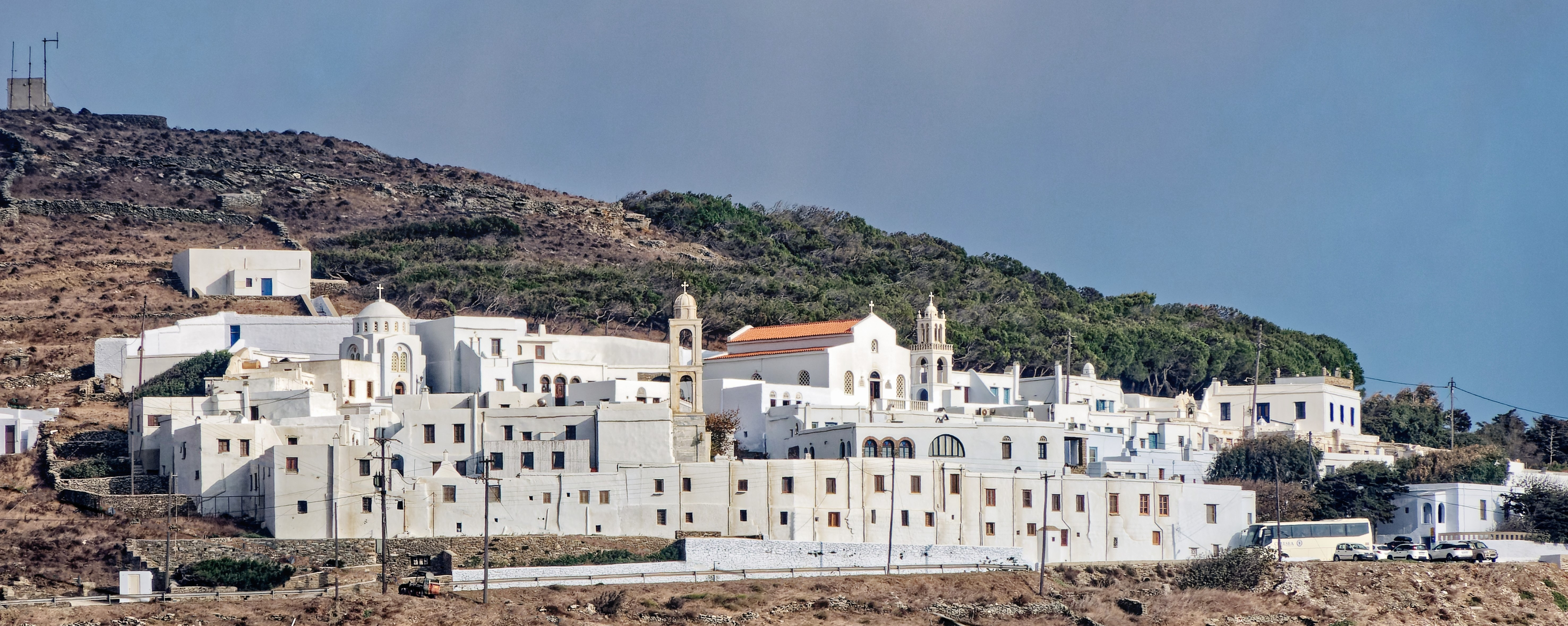
Kloster Kechrovoúni (Moní Kechrovouníou)

Im Sommer und Herbst 1822 soll der orthodoxen Ordensschwester Pelagia (getauft Lucia) Negreponte vom Kloster Kechrovoúni die hl. Jungfrau mehrmals im Schlaf erschienen sein. In diesen Visionen bezeichnete die Gottesmutter eine Stelle am damaligen Stadtrand von Tinos-Stadt, an der man am 30. Januar 1823 eine Marienikone ausgrub. An der Fundstelle wurde im selben Jahr die Wallfahrtsbasilika errichtet. Dem heute mit Edelsteinen besetzen Marienbildnis werden zahlreiche Wunder zugeschrieben, unter anderem das Ende der Pestepidemie, die 1823 auf der Insel wütete. Viele weitere Fälle von Wundern und Heilungen wurden seitdem dokumentiert. Schwester Pelagia wurde von der orthodoxen Kirche heiliggesprochen.
Der orthodoxen Kirche gehören große Teile der Insel, sie unterband unter anderem den weiteren Ausbau von Kneipen.
Ein anderer lokal verehrter Heiliger ist St. Agapitos, nach dem der Ort Agapi benannt ist.

## Klima

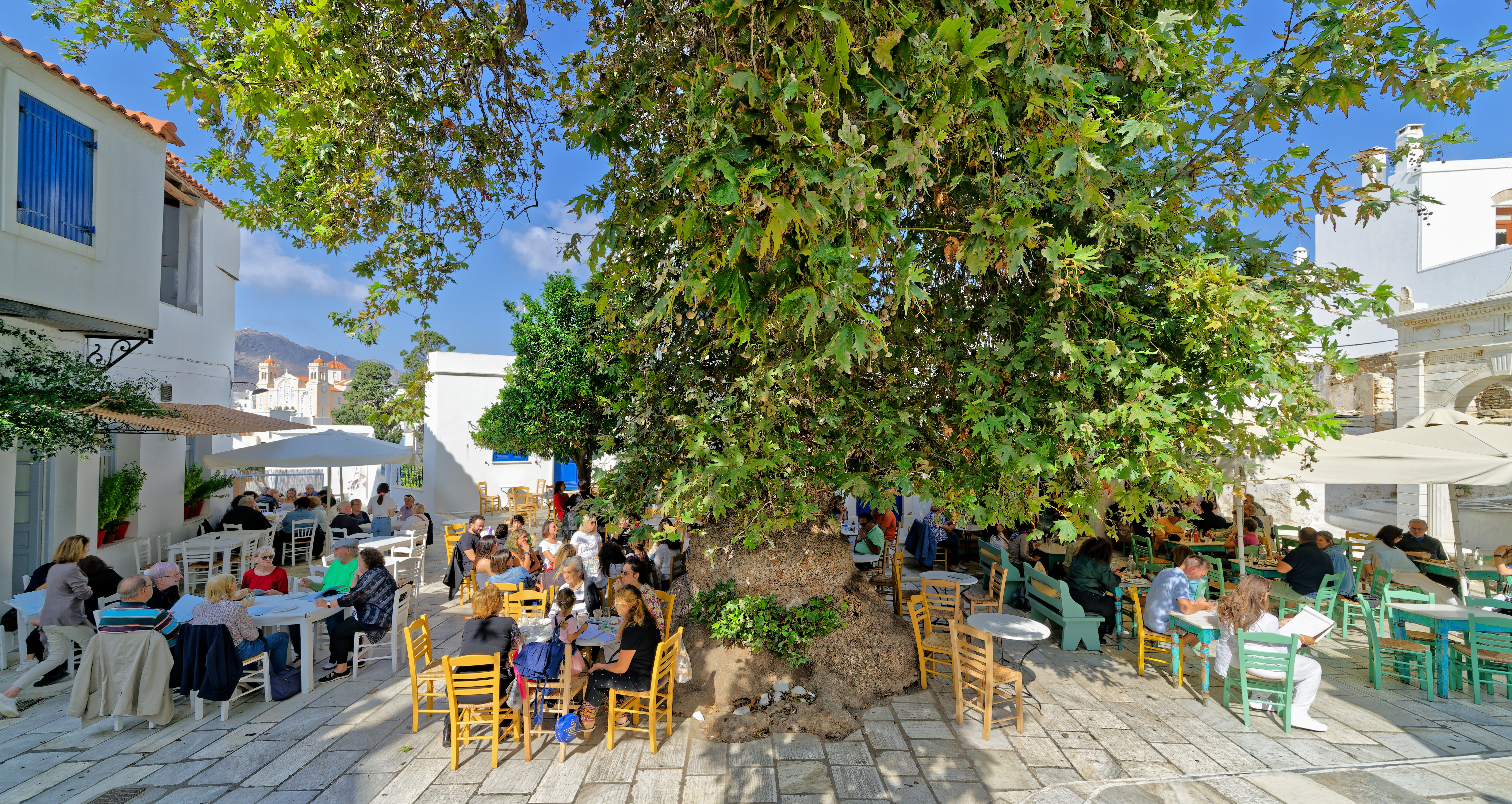
Einheimische und Touristen genießen das mediterrane Klima

Tinos hat mediterranes Klima mit trockenen warmen Sommern und milden regnerischen Wintern. Die Insel ist ganzjährig starken Winden ausgesetzt. Der im Sommer vorherrschende Wind heißt Meltemi. Dieser kann mitunter so stark werden, dass der Fährverkehr eingestellt werden muss. Durch den Wind sind die Temperaturen meist gut erträglich, sodass es im Sommer selten extrem heiß ist. Im Winter verhindert das meist über 17 °C warme Meer extrem niedrige Temperaturen.
| Monat        | Jan   | Feb   | Mär   | Apr   | Mai   | Jun   | Jul   | Aug   | Sep   | Okt   | Nov   | Dez   |
| Maximal      | 14 °C | 15 °C | 16 °C | 19 °C | 22 °C | 26 °C | 28 °C | 28 °C | 26 °C | 23 °C | 19 °C | 15 °C |
| Minimal      | 10 °C | 10 °C | 11 °C | 13 °C | 17 °C | 21 °C | 23 °C | 24 °C | 21 °C | 19 °C | 15 °C | 12 °C |
| Regentage    | 8     | 7     | 5     | 5     | 3     | 0     | 0     | 0     | 2     | 2     | 6     | 11    |
| Wind in km/h | 29    | 30    | 26    | 20    | 21    | 23    | 23    | 26    | 23    | 26    | 23    | 28    |

## Sehenswürdigkeiten

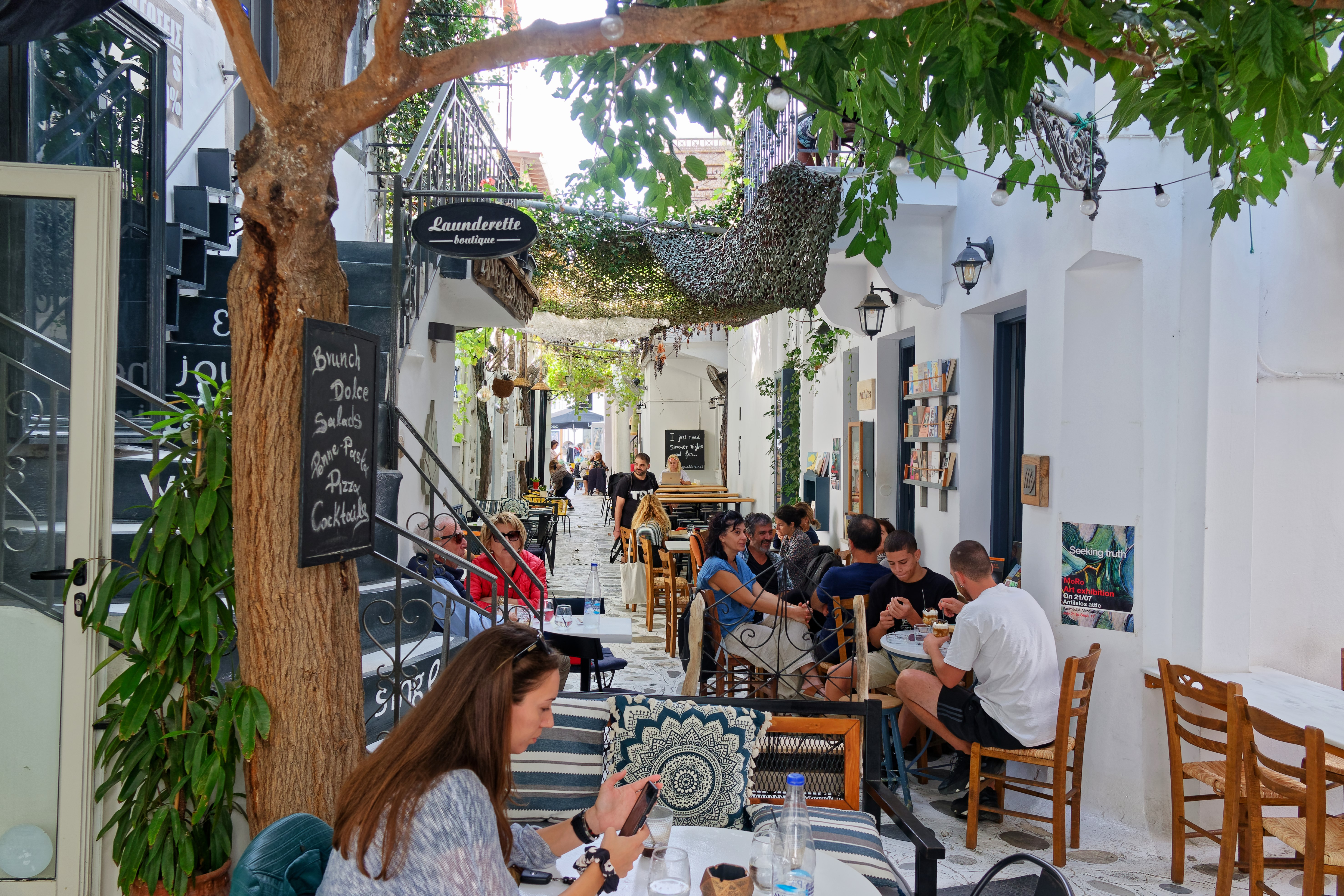
Die Gassen von Tinos sind sehr beliebt bei Touristen

Tinos-Stadt beherbergt neben der Wallfahrtsbasilika der Gottesmutter hoch über dem Hafen ein kleines archäologisches Museum. Kleine Bergdörfer, an Steilhängen erbaut, bieten einen guten Blick über die Insel auf die Ägäis. Weit über 1000 Kirchen und Kapellen sind Zeugnisse der Frömmigkeit der Inselbewohner. Wie überall auf den Kykladen gibt es auch auf Tinos viele Windmühlen.
Einzigartig sind die Taubenhäuser aus der venezianischen Zeit, viereckige Türme mit geometrischen Mustern aus unterbrochenem Mauerwerk im oberen Stockwerk. Damals waren Brieftauben weit verbreitet und die zentrale Lage der Insel machte sie zu einem wichtigen Poststützpunkt. Taubenfleisch gilt noch heute als Delikatesse, der Mist ist ein wichtiger Dünger.
Volax liegt in einer Landschaft eiförmiger Granitfelsen (Wollsackverwitterung), die teilweise von Freikletterern genutzt werden. Badestrände liegen vor allem westlich des Hauptortes. In Koumala wird der Strand durch zahlreiche illegal errichtete Hütten verbaut.

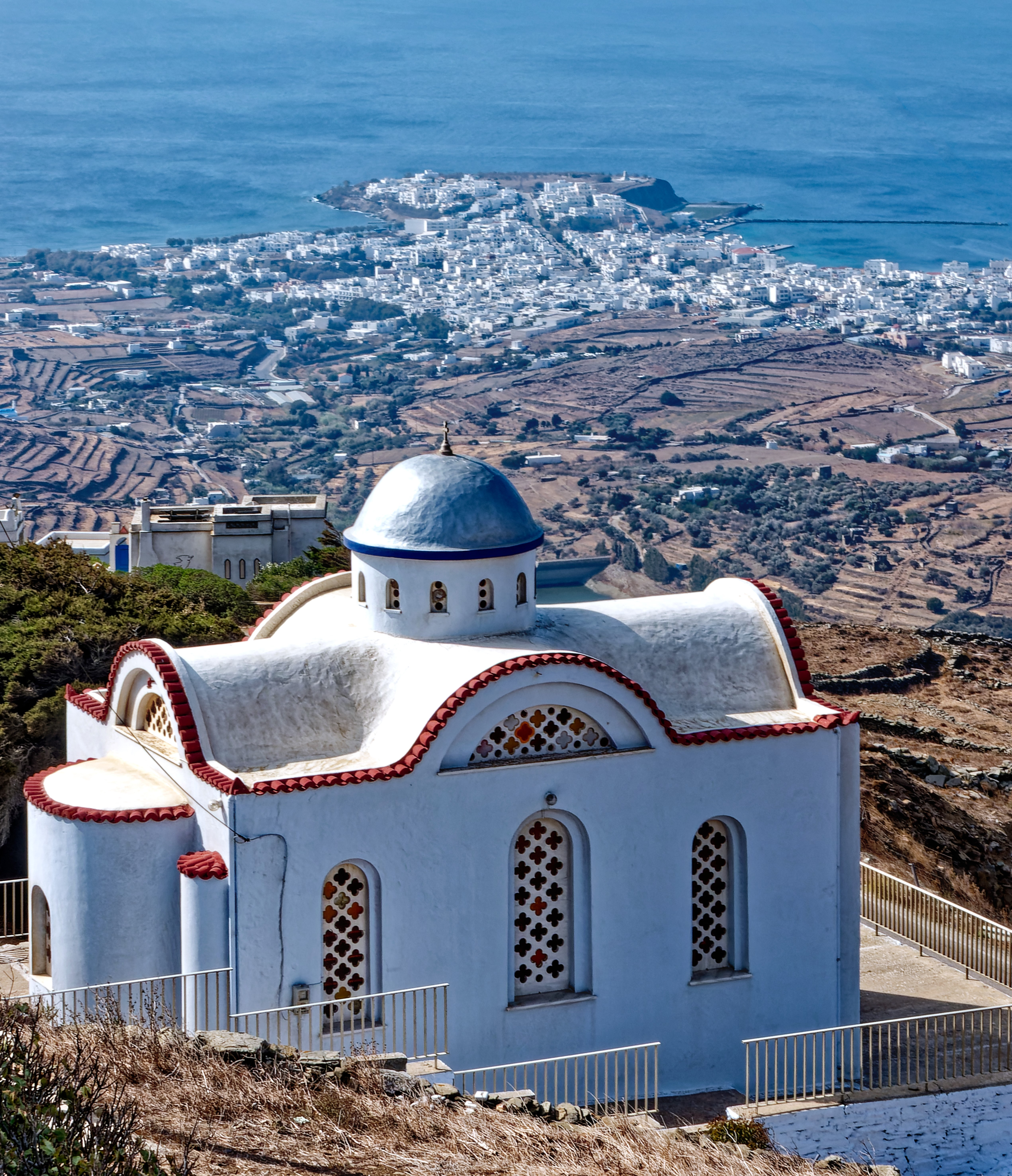
Blick vom Kloster Kechrovoni auf Tinos-Stadt.
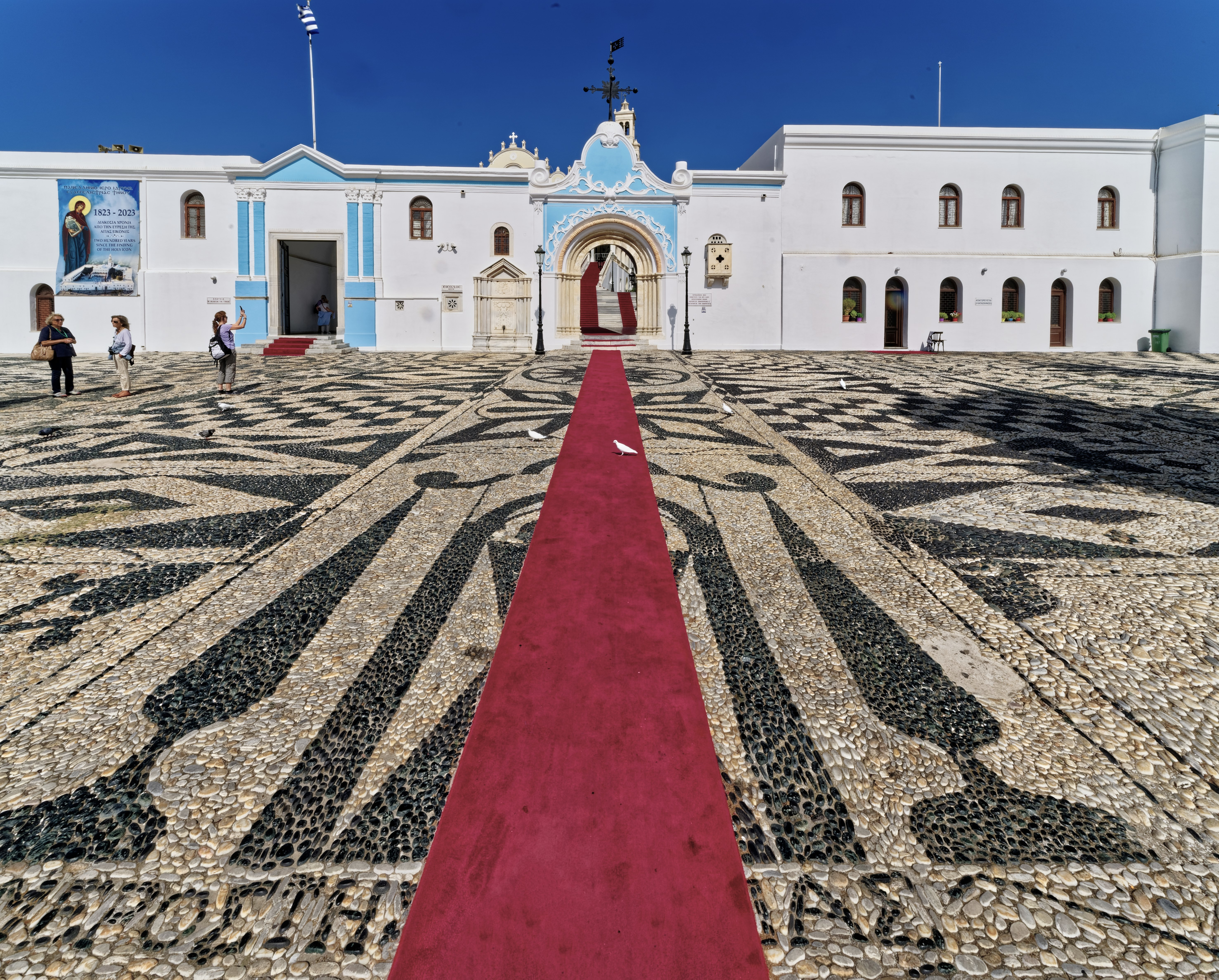
Der Pilgerweg zur Wallfahrtsbasilika
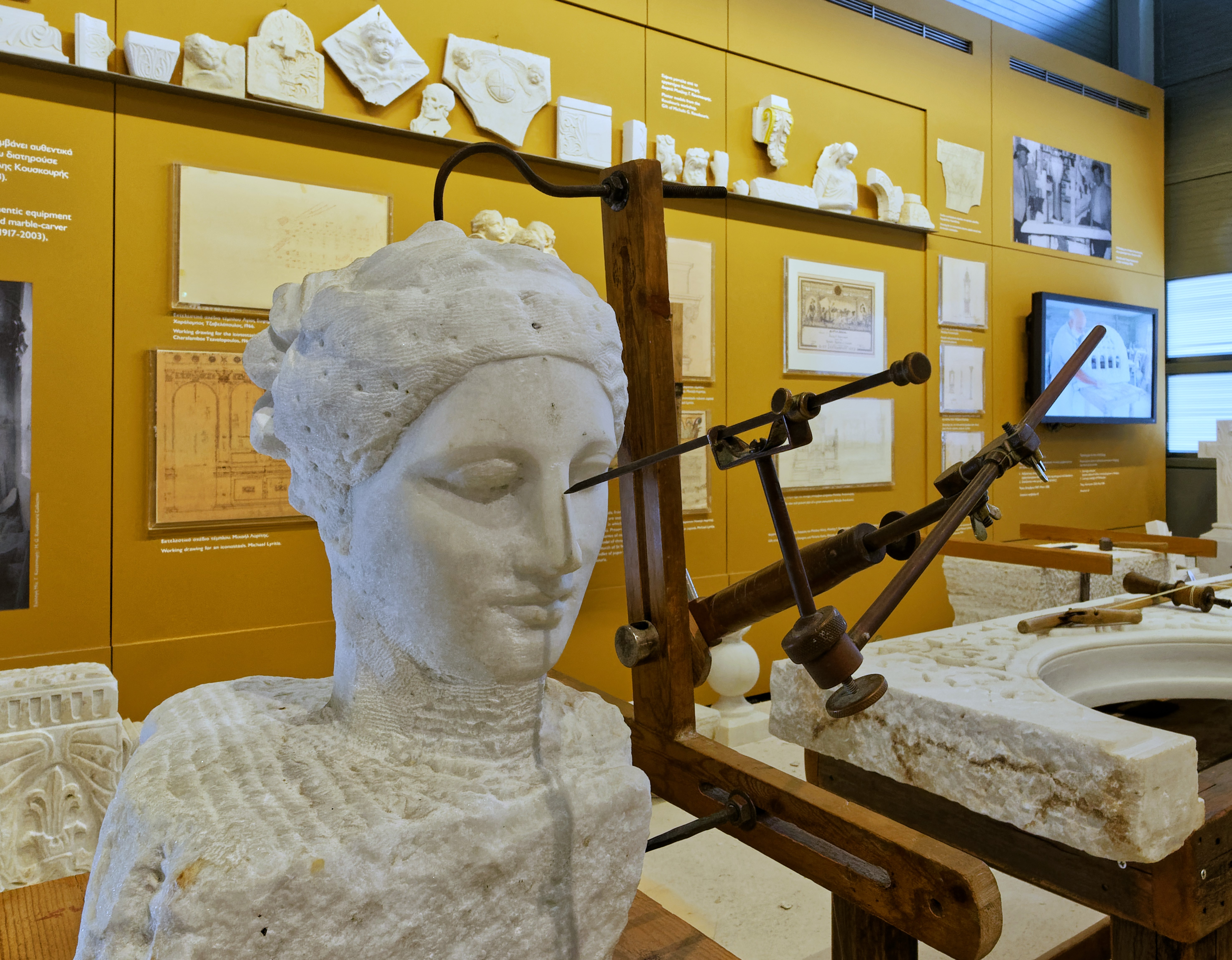
Das Museum für Marmorhandwerk
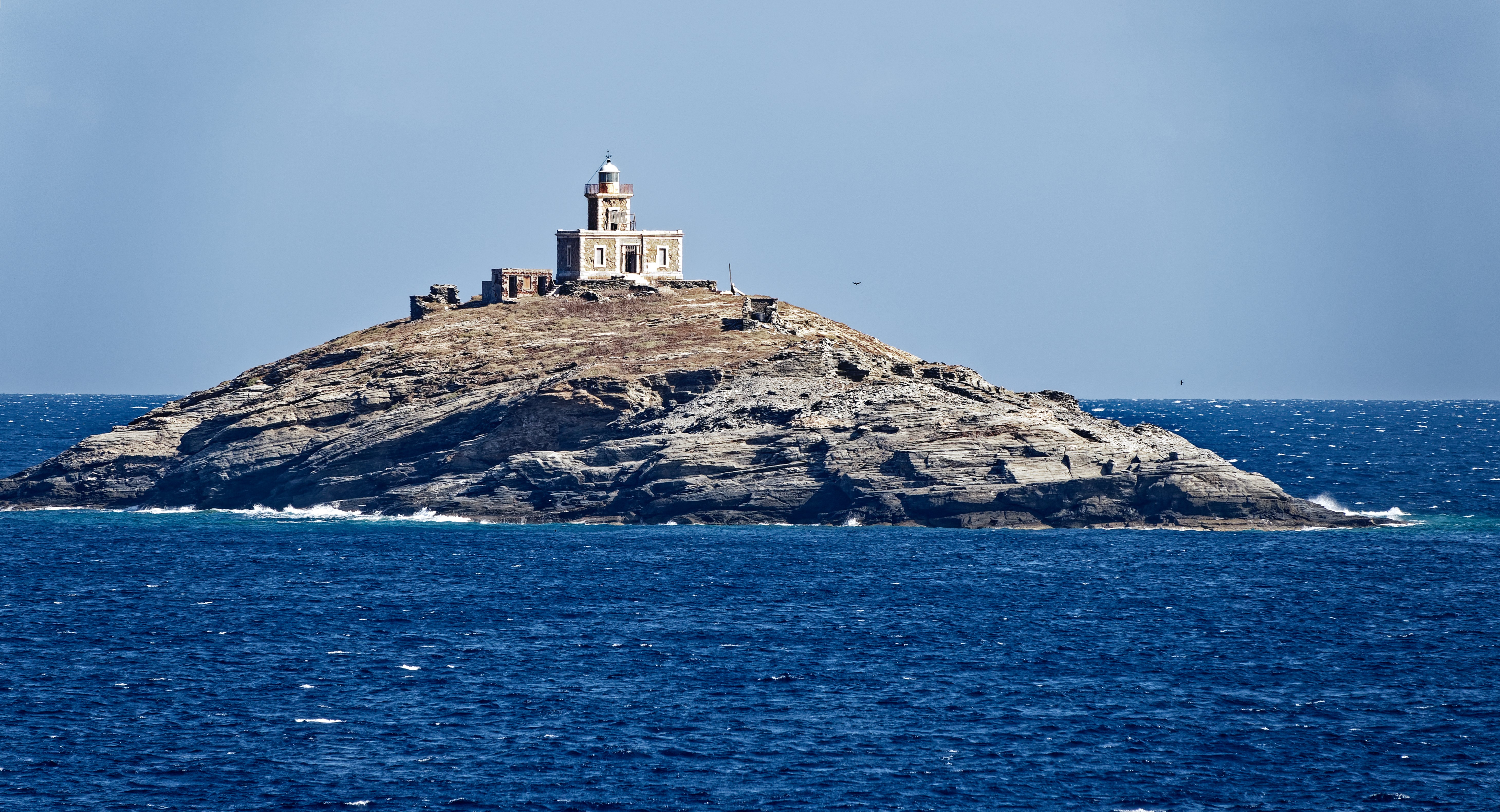
Der Leuchtturm
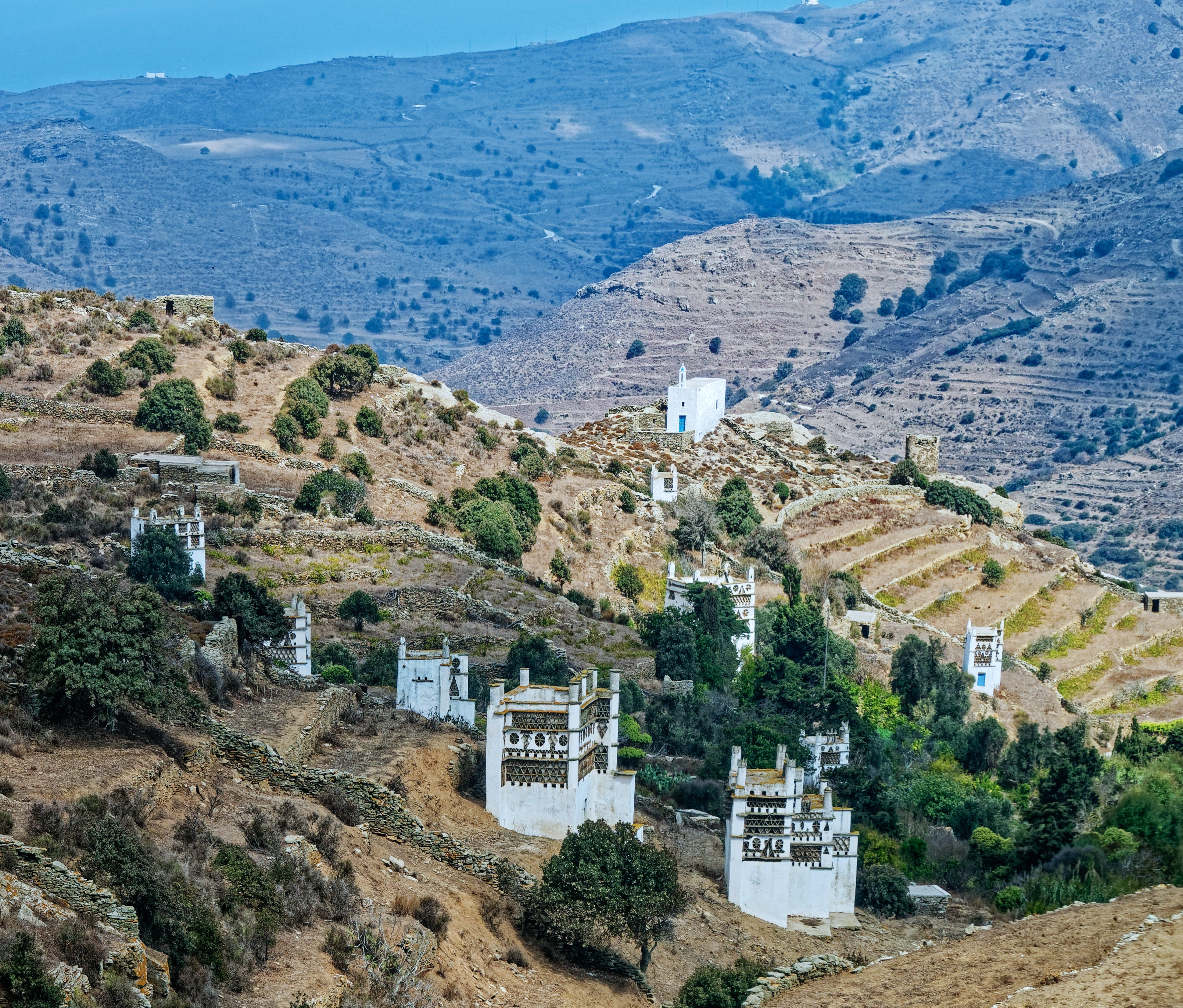
Die Taubenhäuser

## Wirtschaft

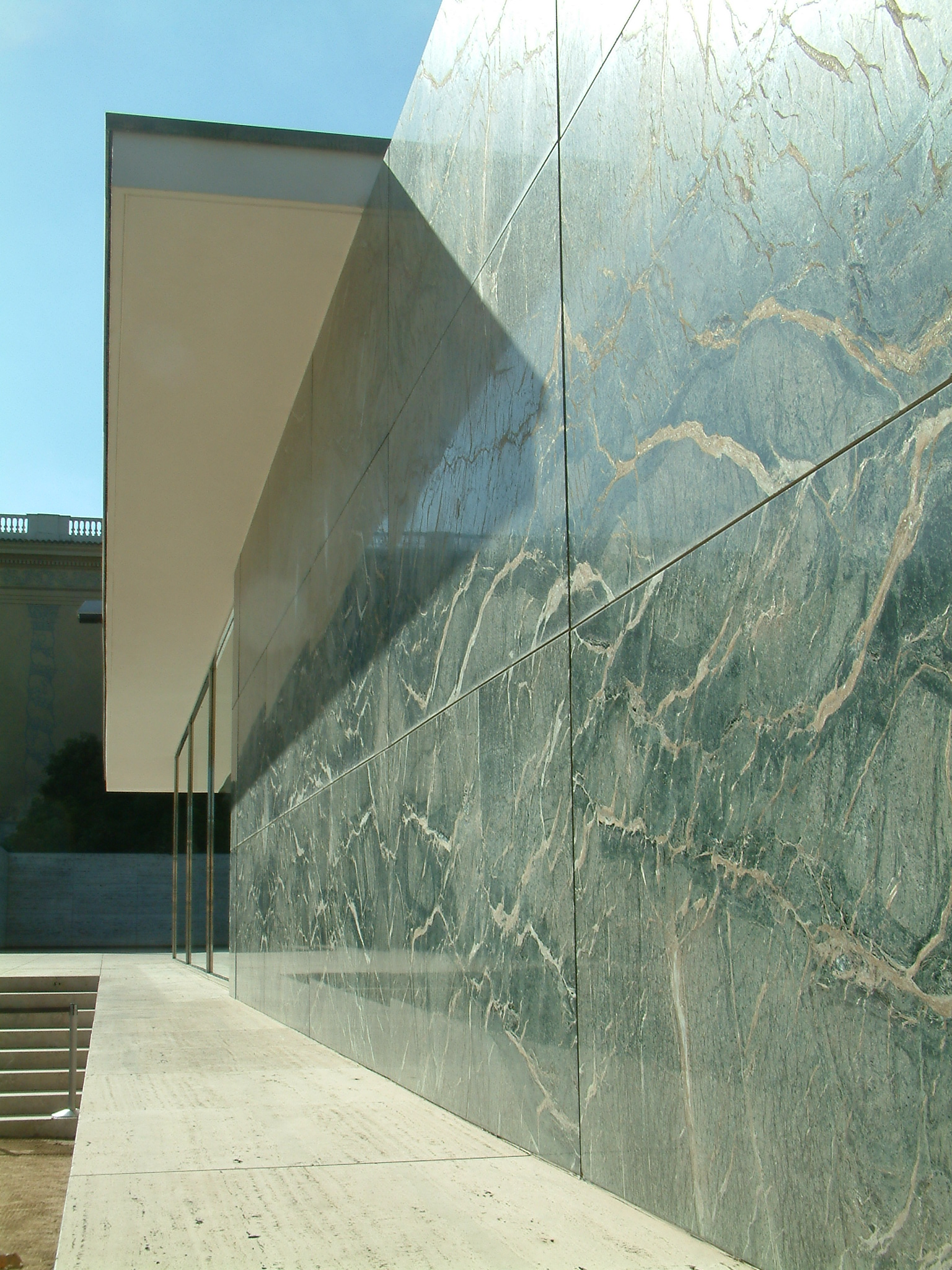
Der Tinos verde, verwendet von Mies van der Rohe für den Bau des Barcelona-Pavillon, 1929

Tinos ist zwar nicht besonders fruchtbar, aber im Terrassenbau landwirtschaftlich nutzbar.
Der bedeutendste Wirtschaftsfaktor heute ist der Tourismus – nicht zuletzt auch in der Form des Pilgertourismus. Die Insel wird überwiegend von griechischen Touristen, vor allem aus Athen, und Pilgern besucht. Tinos bietet Wander- und Bade-Möglichkeiten, auch alternative Urlaubsformen (Bildhauerei, Keramik, Tanzen, Tauchen) werden angeboten. Die Einwohner leben überwiegend direkt und indirekt vom Tourismus und betreiben Landwirtschaft (Gemüse, Artischocken, Zitronen, Viehzucht). Auch Kapern werden lokal geerntet.
Tinos besitzt Natursteinvorkommen von weißem Marmor (Pyrgos) und grünem Serpentinit, eine Serpentinitbrekzie (Verde Tinos), die gelegentlich, aber unrichtigerweise Verde antico genannt wurde. Weitere mineralische Rohstoffe sind Talk, Asbest und Chromeisenerz. Der dunkelgrüne Serpentinit von Tinos wurde unter anderem im Louvre und in Buckingham Palace verbaut.
Das Zentrum der Marmorbildhauerei ist Pyrgos nördlich von Isternia. Das Marmor-Kunsthandwerk der Insel wurde 2015 in die UNESCO-Liste des immateriellen Kulturerbes der Menschheit aufgenommen. Der Marmorsteinbruch von Exo Meria ist noch heute in Betrieb.

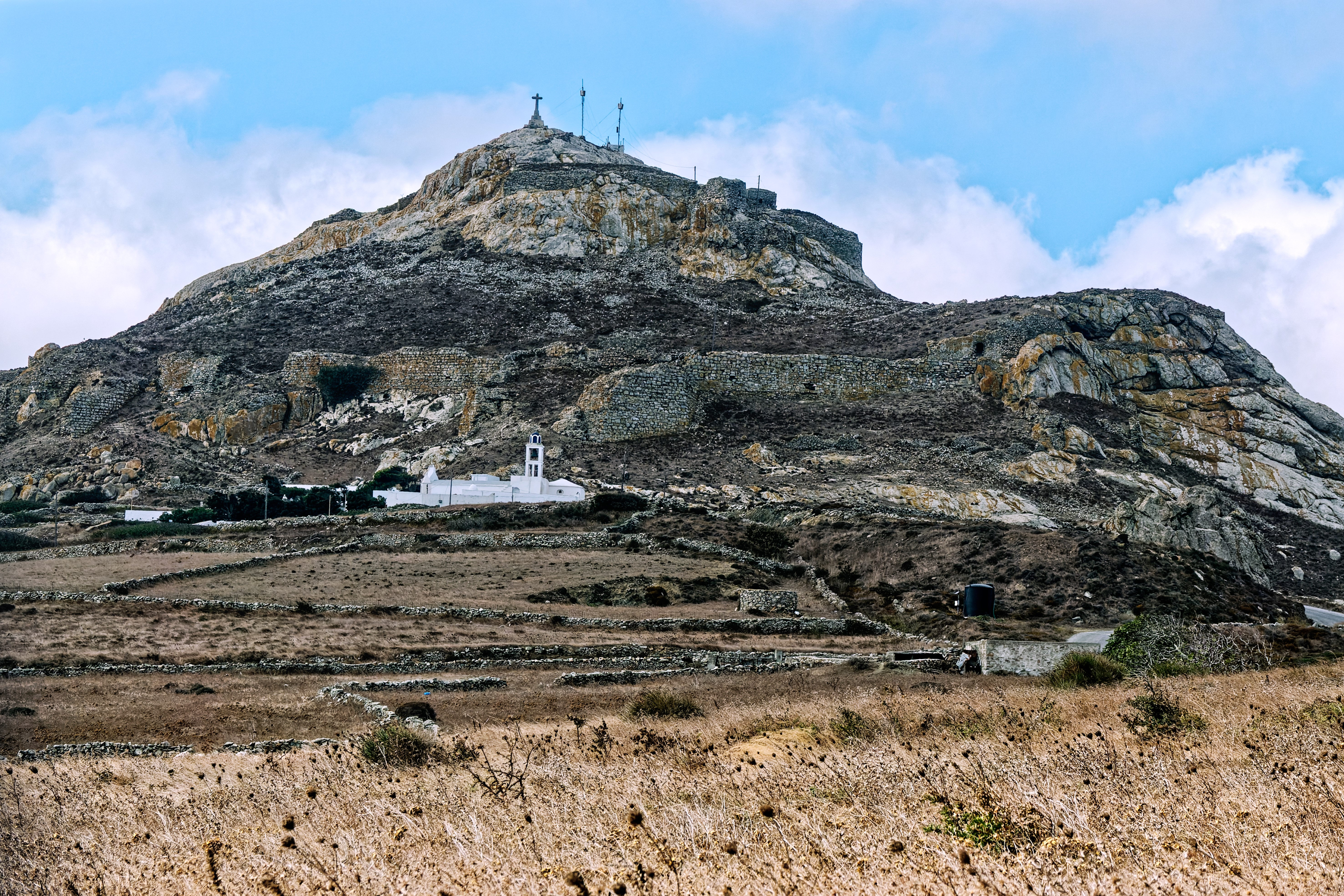
Der Vrekastro-Felsen am Strand von Agios Fokas nahe Tinos-Stadt

## Verkehr

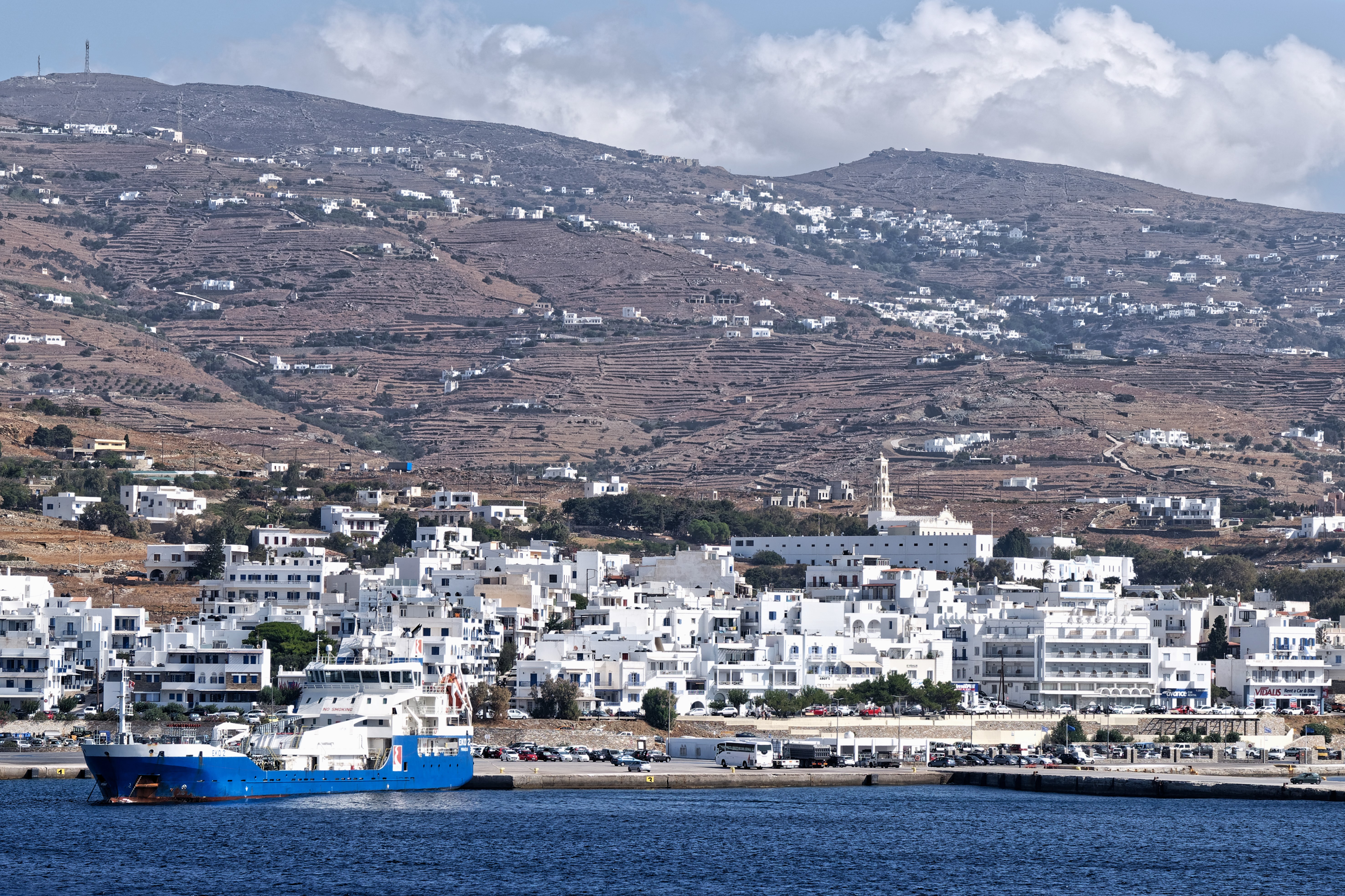
Der Hafen von Tinos

Die Insel verfügt über ein dichtes Straßennetz.
Es gibt regelmäßige Fährverbindungen nach Mykonos (40 Min.), Piräus (5 Std.), Rafina b. Athen (4 Std.), Andros (2 Std.) und Syros (45 Min.). Fähren zu den obengenannten Zielen legen mehrmals täglich in Tinos ab. Seit einigen Jahren verkehren Hochgeschwindigkeitsfähren (Katamarane) von Piräus und Rafina aus, die ca. zwei Stunden für die Überfahrt benötigen.

## Persönlichkeiten der Insel
- Kösem Mahpeyker (um 1589–1651), Valide Sultan im 17. Jahrhundert, geboren ca. 1589 auf Tinos
- Nikiphoros Lytras  (1832–1904), Maler des 19. Jahrhunderts
- Dimitrios Filippotis (1839–1919), Bildhauer des 19. Jahrhunderts
- Georgios Fytalis (1830–1901), Bildhauer des 19. Jahrhunderts
- Giannoulis Chalepas (1851–1938), Bildhauer des 19. Jahrhunderts
- Nikolaus Gysis (1842–1901), Genre- und Monumentalmaler des 19. Jahrhunderts
- Nikolaos Louvaris (1887–1961), Theologe, Religionsphilosoph, Politiker
- Giorgos Despinis (1936–2014), klassischer Archäologe